# Campeonato Argentino de Rugby 1958
El Campeonato Argentino de Rugby de 1958 fue la décimo-cuarta edición del torneo de uniones regionales organizado por la Unión Argentina de Rugby. Se llevó a cabo entre el 24 de agosto y el 5 de octubre de 1958, con la final disputándose en el Club Atlético San Isidro.
La Unión de Rugby del Sur y la Unión de Rugby del Valle de Lerma participaron por primera vez del torneo luego de sus exitosas afiliaciones a la UAR entre 1957 y 1958. Estas uniones representan a los clubes del sur de la Provincia de Buenos Aires (además de parte de la La Pampa y Viedma) y la Provincia de Salta, respectivamente.
El equipo de Capital consiguió su quinto título al vencer por 11-0 a Provincia en la final, ganando dos campeonatos de forma consecutiva por primera vez.

## Equipos participantes
Participaron de esta edición catorce equipos: tres seleccionados de la Unión Argentina de Rugby y once uniones provinciales.
| Equipo         | Unión                                      |
| -------------- | ------------------------------------------ |
| Capital        | Unión Argentina de Rugby                   |
| Córdoba        | Unión Cordobesa de Rugby                   |
| Cuyo           | Unión de Rugby de Cuyo                     |
| La Plata       | Combinado local (Unión Argentina de Rugby) |
| Mar del Plata  | Unión de Rugby de Mar del Plata            |
| Norte          | Unión de Rugby del Norte                   |
| Provincia      | Unión Argentina de Rugby                   |
| Río Cuarto     | Unión Riocuartense de Rugby                |
| Río Paraná     | Unión de Rugby del Río Paraná              |
| Rosario        | Unión de Rugby de Rosario                  |
| San Juan       | Unión Sanjuanina de Rugby                  |
| Santa Fe       | Unión Santafesina de Rugby                 |
| Sur            | Unión de Rugby del Sur                     |
| Valle de Lerma | Unión de Rugby del Valle de Lerma          |

## Partidos
|  | Ronda Preliminar | Ronda Preliminar | Ronda Preliminar |           |               | Cuartos de final | Cuartos de final | Cuartos de final |    |  | Semifinal        | Semifinal        | Semifinal        |  |         | Final        | Final        | Final        |  |
|  | 24 de agosto     | 24 de agosto     | 24 de agosto     |           |               | 21 de septiembre | 21 de septiembre | 21 de septiembre |    |  | 28 de septiembre | 28 de septiembre | 28 de septiembre |  |         | 5 de octubre | 5 de octubre | 5 de octubre |  |
|  |                  |                  |                  |           |               |                  |                  |                  |    |  |                  |                  |                  |  |         |              |              |              |  |
|  |                  |                  |                  |           |               |                  |                  |                  |    |  |                  |                  |                  |  |         |              |              |              |  |
|  | Córdoba          | Córdoba          | 22               |           |               |                  |                  |                  |    |  |                  |                  |                  |  |         |              |              |              |  |
|  | Córdoba          | Córdoba          | 22               |           |               |                  |                  |                  |    |  |                  |                  |                  |  |         |              |              |              |  |
|  | Cuyo             | Cuyo             | 9                |           |               |                  |                  |                  |    |  |                  |                  |                  |  |         |              |              |              |  |
|  | Cuyo             | Cuyo             | 9                |           | Córdoba       | Córdoba          | 8                |                  |    |  |                  |                  |                  |  |         |              |              |              |  |
|  |                  |                  |                  |           | Córdoba       | Córdoba          | 8                |                  |    |  |                  |                  |                  |  |         |              |              |              |  |
|  |                  |                  | Capital          | Capital   | 22            |                  |                  |                  |    |  |                  |                  |                  |  |         |              |              |              |  |
|  |                  |                  | Capital          | Capital   | 22            |                  |                  |                  |    |  |                  |                  |                  |  |         |              |              |              |  |
|  |                  |                  |                  |           |               |                  |                  |                  |    |  |                  |                  |                  |  |         |              |              |              |  |
|  |                  |                  |                  |           |               |                  |                  |                  |    |  |                  |                  |                  |  |         |              |              |              |  |
|  |                  |                  |                  |           |               |                  | Capital          | Capital          | 19 |  |                  |                  |                  |  |         |              |              |              |  |
|  |                  |                  |                  |           |               |                  |                  |                  | 19 |  |                  |                  |                  |  |         |              |              |              |  |
|  |                  |                  | La Plata         | La Plata  | 6             |                  |                  |                  |    |  |                  |                  |                  |  |         |              |              |              |  |
|  | Mar del Plata    | Mar del Plata    | La Plata         | La Plata  | 6             | 28               |                  |                  |    |  |                  |                  |                  |  |         |              |              |              |  |
|  | Mar del Plata    | Mar del Plata    |                  |           |               |                  |                  |                  |    |  |                  |                  |                  |  |         |              |              |              |  |
|  | Sur              | Sur              | 0                |           |               |                  |                  |                  |    |  |                  |                  |                  |  |         |              |              |              |  |
|  | Sur              | Sur              | 0                |           | Mar del Plata | Mar del Plata    | 3                |                  |    |  |                  |                  |                  |  |         |              |              |              |  |
|  |                  |                  |                  |           | Mar del Plata | Mar del Plata    | 3                |                  |    |  |                  |                  |                  |  |         |              |              |              |  |
|  |                  |                  | La Plata         | La Plata  | 6             |                  |                  |                  |    |  |                  |                  |                  |  |         |              |              |              |  |
|  | La Plata         | La Plata         | La Plata         | La Plata  | 6             | 14               |                  |                  |    |  |                  |                  |                  |  |         |              |              |              |  |
|  | La Plata         | La Plata         |                  |           |               |                  |                  |                  |    |  |                  |                  |                  |  |         |              |              |              |  |
|  | Santa Fe         | Santa Fe         | 3                |           |               |                  |                  |                  |    |  |                  |                  |                  |  |         |              |              |              |  |
|  | Santa Fe         | Santa Fe         | 3                |           |               |                  |                  |                  |    |  |                  |                  |                  |  | Capital | Capital      | 11           |              |  |
|  |                  |                  |                  |           |               |                  |                  |                  |    |  |                  |                  |                  |  | Capital | Capital      | 11           |              |  |
|  |                  |                  | Provincia        | Provincia | 6             |                  |                  |                  |    |  |                  |                  |                  |  |         |              |              |              |  |
|  | San Juan         | San Juan         | Provincia        | Provincia | 6             | 9                |                  |                  |    |  |                  |                  |                  |  |         |              |              |              |  |
|  | San Juan         | San Juan         |                  |           |               |                  |                  |                  |    |  |                  |                  |                  |  |         |              |              |              |  |
|  | Río Cuarto       | Río Cuarto       | 6                |           |               |                  |                  |                  |    |  |                  |                  |                  |  |         |              |              |              |  |
|  | Río Cuarto       | Río Cuarto       | 6                |           | San Juan      | San Juan         | 6                |                  |    |  |                  |                  |                  |  |         |              |              |              |  |
|  |                  |                  |                  |           | San Juan      | San Juan         | 6                |                  |    |  |                  |                  |                  |  |         |              |              |              |  |
|  |                  |                  | Provincia        | Provincia | 35            |                  |                  |                  |    |  |                  |                  |                  |  |         |              |              |              |  |
|  |                  |                  | Provincia        | Provincia | 35            |                  |                  |                  |    |  |                  |                  |                  |  |         |              |              |              |  |
|  |                  |                  |                  |           |               |                  |                  |                  |    |  |                  |                  |                  |  |         |              |              |              |  |
|  |                  |                  |                  |           |               |                  |                  |                  |    |  |                  |                  |                  |  |         |              |              |              |  |
|  |                  |                  |                  |           |               |                  | Provincia        | Provincia        | 17 |  |                  |                  |                  |  |         |              |              |              |  |
|  |                  |                  |                  |           |               |                  |                  |                  | 17 |  |                  |                  |                  |  |         |              |              |              |  |
|  |                  |                  | Norte            | Norte     | 6             |                  |                  |                  |    |  |                  |                  |                  |  |         |              |              |              |  |
|  | Valle de Lerma   | Valle de Lerma   | Norte            | Norte     | 6             | 0                |                  |                  |    |  |                  |                  |                  |  |         |              |              |              |  |
|  | Valle de Lerma   | Valle de Lerma   |                  |           |               |                  |                  |                  |    |  |                  |                  |                  |  |         |              |              |              |  |
|  | Norte            | Norte            | 11               |           |               |                  |                  |                  |    |  |                  |                  |                  |  |         |              |              |              |  |
|  | Norte            | Norte            | 11               |           | Norte         | Norte            | 23               |                  |    |  |                  |                  |                  |  |         |              |              |              |  |
|  |                  |                  |                  |           | Norte         | Norte            | 23               |                  |    |  |                  |                  |                  |  |         |              |              |              |  |
|  |                  |                  | Rosario          | Rosario   | 6             |                  |                  |                  |    |  |                  |                  |                  |  |         |              |              |              |  |
|  | Rosario          | Rosario          | Rosario          | Rosario   | 6             | 11               |                  |                  |    |  |                  |                  |                  |  |         |              |              |              |  |
|  | Rosario          | Rosario          |                  |           |               |                  |                  |                  |    |  |                  |                  |                  |  |         |              |              |              |  |
|  | Río Paraná       | Río Paraná       | 3                |           |               |                  |                  |                  |    |  |                  |                  |                  |  |         |              |              |              |  |
|  | Río Paraná       | Río Paraná       | 3                |           |               |                  |                  |                  |    |  |                  |                  |                  |  |         |              |              |              |  |
|  |                  |                  |                  |           |               |                  |                  |                  |    |  |                  |                  |                  |  |         |              |              |              |  |

### Ronda Preliminar
| 24 de agosto | Córdoba | 22 - 9  | Cuyo                                   | Córdoba,                   |                            |
|              | Tries: A. Quetglas R. Larrinaga Conversiones: A. Seghini C. Moyano Bourel Penales: R. González del Salar Drops: C. Osario | Reporte | Tries: J. P. Fabre Penales: C. Calvete | Árbitro(s): Ramón Corbelle | Árbitro(s): Ramón Corbelle |

| 24 de agosto                                                           | Mar del Plata | 28 - 0  | Sur | Parque Camet, Mar del Plata      |                                  |
|                                                                        | Tries: J. M. Fanjul A. Bublath A. Mallo M. Ortells C. Alonso W. Chioffi Conversiones: A. Bublath Penales: A. Bublath | Reporte |     | Árbitro(s): Eduardo Lambruschini | Árbitro(s): Eduardo Lambruschini |
| Primer partido de la Unión de Rugby del Sur en la historia del torneo. | |         |     |                                  |                                  |

| 24 de agosto | La Plata                                                                          | 14 - 3  | Santa Fe          | La Plata,                    |                              |
|              | Tries: J. Roan A. Dentone H. Carnicero H. Tiribelli Conversiones: C. Sabalsagaray | Reporte | Tries: J. Álvarez | Árbitro(s): Thomas H. Blades | Árbitro(s): Thomas H. Blades |

| 24 de agosto | San Juan                                    | 9 - 6   | Río Cuarto          | San Juan,                    |                              |
|              | Tries: E. Rojas C. Castro Penales: A. Lagos | Reporte | Penales: R. Ramallo | Árbitro(s): Carlos M. Uranga | Árbitro(s): Carlos M. Uranga |

| 24 de agosto | Valle de Lerma | 0 - 11  | Norte                                                               | Salta,                       |                              |
|              |                | Reporte | Tries: R. Campos A. Peiró Conversiones: J. Nucci Drops: R. Ascárate | Árbitro(s): Juan E. Dell´Era | Árbitro(s): Juan E. Dell´Era |

| 24 de agosto | Rosario                                                  | 11 - 3  | Río Paraná         | Rosario,                    |                             |
|              | Tries: E. España A. Drincovich Conversiones: I. Bermúdez | Reporte | Penales: J. Burgos | Árbitro(s): Emilio Aiccardi | Árbitro(s): Emilio Aiccardi |

### Cuartos de final
| 21 de septiembre | Córdoba | 8 - 22  | Capital | Córdoba,                    |                             |
|                  |         | Reporte |         | Árbitro(s): Eduardo Fornés. | Árbitro(s): Eduardo Fornés. |

| 21 de septiembre | Mar del Plata | 3 - 6   | La Plata | Mar del Plata,              |                             |
|                  |               | Reporte |          | Árbitro(s): Emilio Aiccardi | Árbitro(s): Emilio Aiccardi |

| 21 de septiembre | San Juan | 6 - 35  | Provincia | San Juan,                    |                              |
|                  |          | Reporte |           | Árbitro(s): Juan R. Caldwell | Árbitro(s): Juan R. Caldwell |

| 21 de septiembre | Norte                                                                                              | 23 - 6  | Rosario                               | Tucumán,                     |                              |
|                  | Tries: C. Diambra J. Terán A. López R. Campos R. Ascárate Conversiones: J. Nucci Penales: J. Terán | Reporte | Tries: R. Bertotto Penales: A. Robson | Árbitro(s): Alberto Camardón | Árbitro(s): Alberto Camardón |

### Semifinales
| 28 de septiembre | Capital | 19 - 6  | La Plata | CASI, San Isidro                 |                                  |
|                  |         | Reporte |          | Árbitro(s): Eduardo Lambruschini | Árbitro(s): Eduardo Lambruschini |

| 28 de septiembre | Provincia | 17 - 6  | Norte | CASI, San Isidro             |                              |
|                  |           | Reporte |       | Árbitro(s): Thomas H. Blades | Árbitro(s): Thomas H. Blades |

### Final
| 5 de octubre | Capital                                                                | 11 - 6  | Provincia                     | CASI, San Isidro              |                               |
|              | Tries: E. Karplus J. Ferrer Conversiones: L. Méndez Penales: L. Méndez | Reporte | Penales: I. Comas O. Bernacch | Árbitro(s): César de Elizalde | Árbitro(s): César de Elizalde |

| Bandera de la Ciudad de Buenos Aires |
| Capital Campeón                      |
| Quinto título                        |